# 11. децембар
11. децембар (11.12.) је 345. дан године по грегоријанском календару (346. у преступној години). До краја године има још 20 дана.

## Догађаји
- 630 — Мухамед води војску од 10.000 да освоји Меку.
- 1858 — Светоандрејска скупштина извршила смену династија у Србији збацивши кнеза Александра Карађорђевића. На престо враћен Милош Обреновић, а за његовог наследника проглашен његов син Михаило.
- 1877 — Никола Коле Рашић са својим четницима ушао је у Лесковац, напуштен од Турака, и прогласио уједињење са Кнежевином Србијом. Локални бугарски комитет и становништво лојално егзархату затражили су од руског генерала Гурка да Лесковац буде припојен Бугарској, али је Берлински конгрес коначно решио статус Поморавља.
- 1888 — Скупштина Србије прихватила Устав који је предложила Народна радикална странка. Уставом, писаним по узору на белгијски устав из 1831, у Србији уведена парламентарна демократија.
- 1894 — У Паризу отворена прва светска изложба аутомобила, на којој се представило девет произвођача.
- 1937 — Фашистичко Велико веће донело одлуку да се Италија повуче из Лиге народа.
- 1941 — Немачка и Италија су у Другом светском рату објавиле рат САД, а Конгрес САД истог дана објавио рат тим земљама. Пољска објавила рат Јапану, а Куба, Костарика, Никарагва, Доминиканска Република и Гватемала Немачкој и Италији.
- 1946 — Генерална скупштина Уједињених нација основала УНИЦЕФ, Међународни фонд Уједињених нација за помоћ деци у земљама разореним ратом.
- 1972 — Амерички астронаути из брода „Аполо 17“ Јуџин Кернон и Харисон Смит спустили се на Месец, у последњој мисији у оквиру програма „Аполо“.
- 1973 — Западнонемачки канцелар Вили Брант и чехословачки премијер Лубомир Штроугал потписали уговор којим је формално поништен Минхенски пакт из 1938, којим су Велика Британија и Француска препустиле нацистичкој Немачкој област Судета у Чехословачкој.
- 1991 — У Мастрихту уобличен Споразум о монетарној и политичкој унији чланица [[Европска заједница|Европске заједнице.
- 1992 — Савет безбедности Уједињених нација, на захтев Македоније, одобрио упућивање 800 војника УН у ту бившу југословенску републику.
- 1994 — Руски председник Борис Јељцин је наредио руској војсци да успостави контролу над Чеченијом.
- 1997 — У Кјоту је потписан Протокол о заштити животне средине који предвиђа и смањење производње угљен-диоксида и других штетних гасова за које се сматра да изазивају ефекте стаклене баште и глобално загревање. САД нису ставиле свој потпис уз објашњење да би то нанело штету њиховој привреди.
- 2000 — Израел и Палестина обновили контакте на вишем нивоу у циљу окончања сукоба и налажења начина за обнављање мировних преговора.
- 2001 — Врховни суд САД осудио Француза Закариаса Мусауиа због учешћа у нападима у САД 11. септембра 2001, што је прва казна у САД која се директно односи на те нападе.

## Рођења
- 1475 — Папа Лав X. (прем. 1521)[1]
- 1803 — Ектор Берлиоз, француски композитор и диригент. (прем. 1869)[2]
- 1810 — Алфред де Мизе, француски драматург, песник и песник. (прем. 1857)
- 1843 — Роберт Кох, немачки лекар и микробиолог, добитник Нобелове награде за физиологију или медицину (1905). (прем. 1910)[3]
- 1882 — Макс Борн, немачки физичар и математичар, добитник Нобелове награде за физику (1954). (прем. 1970)[4]
- 1888 — Александар Арнаутовић, српски књижевник, публициста и професор. (прем. 1982)[5]
- 1911 — Нагиб Махфуз, египатски књижевник, драматург и сценариста, добитник Нобелове награде за књижевност (1988). (прем. 2006)
- 1912 — Карло Понти, италијански филмски продуцент. (прем. 2007)
- 1918 — Александар Солжењицин, руски писац, филозоф и историчар, добитник Нобелове награде за књижевност (1970). (прем. 2008)[6]
- 1921 — Лиз Смит, енглеска глумица. (прем. 2016)
- 1925 — Пол Грингард, амерички неуролог, добитник Нобелове награде за физиологију или медицину (2000). (прем. 2019)
- 1926 — Биг Мама Торнтон, америчка музичарка. (прем. 1984)
- 1930 — Жан-Луј Трентињан, француски глумац, редитељ, сценариста и возач тркачких аутомобила. (прем. 2022)
- 1931 — Рита Морено, порториканска глумица, певачица и плесачица.[7]
- 1938 — Енрико Масијас, француски музичар.[8]
- 1944 — Бренда Ли, америчка певачица.
- 1949 — Иван Буљан, хрватски фудбалер и фудбалски тренер.[9]
- 1953 — Ричард Картер, аустралијски глумац. (прем. 2019)
- 1961 — Марко Пјер Вајт, британски кувар, угоститељ и ТВ личност.[10]
- 1962 — Неле Карајлић, српски музичар, глумац, сценариста, редитељ и писац.[11]
- 1966 — Гари Дордан, амерички глумац.[12]
- 1967 — Моник, америчка глумица и комичарка.[13]
- 1968 — Фабрицио Раванели, италијански фудбалер и фудбалски тренер.[14]
- 1969 — Вишванатан Ананд, индијски шахиста.[15]
- 1972 — Сами ел Џабер, фудбалер из Саудијске Арабије.[16][17]
- 1976 — Шариф Абдур Рахим, амерички кошаркаш и кошаркашки тренер.[18][19]
- 1980 — Саво Павићевић, црногорски фудбалер.[20][21]
- 1981 — Ники Бенз, канадска порнографска глумица.
- 1981 — Хавијер Савиола, аргентински фудбалер.[22][23][24][25]
- 1984 — Лејтон Бејнс, енглески фудбалер.[26][27]
- 1984 — Сандра Ечеверија, мексичка глумица, певачица и модел.
- 1989 — Џордан Тиодор, америчко-македонски кошаркаш.[28]
- 1990 — Били Барон, амерички кошаркаш.[29][30][31]
- 1990 — Јана Милосављевић, српска глумица.
- 1990 — Тејана Тејлор, америчка музичарка, глумица, кореографкиња, модел и редитељка.[32]
- 1992 — Малком Брогдон, амерички кошаркаш.
- 1996 — Џек Грифо, амерички глумац.[33]
- 1996 — Хејли Стајнфелд, америчка глумица и музичарка.[34]

## Смрти
- 1854 — Прота Матија Ненадовић, српски прота, устаник, књижевник, политичар и дипломата. (рођ. 1777)
- 1918 — Иван Цанкар, словеначки књижевник. (рођ. 1876)[35]
- 1964 — Сем Кук, амерички музичар. (рођ. 1931)
- 1965 — Ђуро Тиљак, хрватски сликар. (рођ. 1895)[36]
- 1978 — Винсент ду Винјо, амерички биохемичар, добитник Нобелове награде за хемију (1955). (рођ. 1901)[37]
- 1988 — Бора Глишић, српски театролог, позоришни критичар, драматург, новинар, преводилац и менаџер у култури. (рођ. 1908)[38]
- 1995 — Мико Трипало, учесник Народноослободилачке борбе и друштвено-политички радник СР Хрватске и СФР Југославије. (рођ. 1926)[39]
- 2004 — Хосе Луис Кучуфо, аргентински фудбалер. (рођ. 1961)
- 2012 — Рави Шанкар, индијски музичар и композитор. (рођ. 1920)
- 2016 — Есма Реџепова, македонска певачица и хуманитарка. (рођ. 1943)
- 2019 — Дејвид Белами, енглески ботаничар, писац, ТВ водитељ и активиста за заштиту животне средине. (рођ. 1933)
- 2020 — Ким Ки Дук, јужнокорејски редитељ, продуцент и сценариста. (рођ. 1960)
- 2021 — Ен Рајс, америчка књижевница. (рођ. 1941)
- 2021 — Мануел Сантана, шпански тенисер. (рођ. 1938)
- 2022 — Јагош Пурић, српски физичар, ректор Београдског универзитета (1998—2000). (рођ. 1942)
- 2023 — Андре Брауер, амерички глумац. (рођ. 1962)

## Празници и дани сећања
Српска православна црква данас слави
- Преподобномученик Стефан
- свети мученик Христо
- Преподобна Ана; Свети благоверни цар Маврикије
- Свети мученици пострадали за свете иконе
- Свети Теодор, архиепископ ростовски
- Свети мученици тивериопољски
- Свети Роман, епископ македонски
- Свети мученик Иринарх и седам светих жена
- Свети Теодор, епископ теододипљског
- Свети свештеномученик Јован персијски
- Свети преподобни Марко
- Свети мученици два детета